# Лари Макмъртри
Лари Макмъртри (на английски: Larry McMurtry) е американски сценарист и писател на произведения социална драма, уестърн, биография и документалистика.

## Биография и творчество
Лари Джеф Макмъртри е роден на 3 юни 1936 г. в Арчър Сити, Тексас, САЩ, в семейството на Уилям Макмъртри и Хейзъл Макивър. Израства в ранчото на родителите си извън град Арчър (който става модел за град Талия в творчеството му). В мемоарите си Макмъртри разказва, че през първите пет или шест години в ранчото на дядо му не е имало книги, но разширеното му семейство седяло всяка вечер на верандата и разказвало истории. През 1942 г. братовчедът му Робърт Хилбърн се отбива в ранчото на път да се запише за Втората световна война и оставя кутия, съдържаща 19 приключенски книги за момчета от 30-те години на миналия век.
Получава бакалавърска степен от Университета на Северен Тексас през 1958 г. и магистърска степен от Университета „Райс“ през 1960 г. През учебната 1960 – 1961 г. е стипендиант на Уолъс Стегнър в Центъра за творческо писане на Станфордския университет, където изучава занаята на художествената литература при Франк О'Конър и Малкълм Коули, заедно с други амбициозни писатели като Уендъл Бери и Кен Киси с които ставаг приятели.
Първият му роман „Horseman, Pass by / Hud“ (Конник, минавай) от поредицата „Талия, Тексас“ е издаден през 1961 г. През 1963 г. романът е екранизиран във филма „Хъд“ с участието на Пол Нюман и Патриша Нийл.
През периода 1961 – 1962 г. преподава композиция като инструктор в Тексаския християнски университет. През 1963 г. се завръща в университета Райс, където работи като лектор по английски език и творческо писане до 1969 г. Той забавлява някои от първите си студенти с разкази за Холивуд и снимките на Hud, за които е консултант. След успеха на книгата и филма „Хъд“, през 1964 г. получава стипендия „Гугенхайм“. Като гост-професор преподава в колежа „Джордж Мейсън“ през 1970 г. и в Американския университет през 1970 – 1971 г.
През 1975 г. е издаден романът му „Време за нежност“. Романът става неговата най-успешен творба до момента. През 1983 г. романът е екранизиран във филма „Думи на обич“ с участието на Джак Никълсън, Дани Девито, Джеф Даниелс и Шърли Маклейн, постигна огромен успех и получава 11 номинации за „Оскар“ и печели 5 от тях. 
Макмъртри печели многобройни награди от Тексаския институт за литература: три пъти наградата „Джеси Х. Джоунс“ – през 1962 г. за „Конник, минавай“; през 1967 г. за „Последната прожекция“, и през 1986 г. за „Lonesome Dove“ (Самотен гълъб). Печели наградата „Амон Г. Картър“ за периодична проза през 1966 г. за „Texas: Good Times Gone or Here Again?“ и наградата „Lon Tinkle“ за цялостно творчество през 1984 г. През 1986 г. получава годишната награда „Peggy V. Helmerich Distinguished Author“. Романът му, граничният епос „Lonesome Dove“, получава наградата „Пулицър“ през 1985 г.
Той е редовен сътрудник на списание „The New York Review of Books“. Проявява се като енергичен защитник на свободата на словото. В периода 1989 – 1991 г. е президент на Американския ПЕН център и ръководи усилията на организацията в подкрепа на писателя Салман Рушди. През 1989 г. свидетелства от името на ПЕН центъра пред Конгреса на САЩ в противопоставяне на имиграционните правила в Закона на Маккаран-Уолтър от 1952 г., по който в продължение на десетилетия се отказват визи и се извършва депортиране на чуждестранни писатели по идеологически причини.
Докато е в Станфорд, Макмъртри става скаут за редки книги. По време на престоя си в Хюстън управлява книжарница, наречена „Bookman“. През 1969 г. се премества в района на Вашингтон. През 1970 г. с двама партньори стартират книжарница в Джорджтаун – „Booked Up“, а 1988 г. отваря друга такава в Арчър Сити, която се превръща в една от най-големите антикварни книжарници в САЩ представяща около 400 000 и 450 000 заглавия и се радва на голяма обществена подкрепа. Заради икономическия натиск от интернет продажбите, през 2012 г. две трети от колекцията ѝ е разпродадена на голям книжен търг под надслова „Последната разпродажба на книги“.
Макмъртри става много известен с филмовите адаптации на произведенията си. Освен много успешния „Хъд“, други успешни екранизации са „Последната прожекция“ от 1971 г., „Думи на обич“ от 1983 г., който печели пет награди „Оскар“, включително за най-добър филм, и популярния телевизионен минисериал „Самотен гълъб“ в с участието на Томи Лий Джоунс и Робърт Дювал. През 2006 г., заедно с Даяна Осана, печели „Златен глобус“ за най-добър сценарий и „Оскар“ за най-добър адаптиран сценарий за „Планината Броукбек“.
Макмъртри се жени се за Джоузефин Балард на 15 юли 1959 г., която е преподавател по английска филология и е авторка на пет книги. Преди да се разведат, имат син – Джеймс Макмъртри.
През 1991 г. писателят претърпява инфаркт и сърдечна операция с 4 байпаса. Възстановява се в дома на бъдещата си творческа партньорка Даяна Осана. В нейния дом пише сценария за „Улиците на Ларедо“.
На 29 април 2011 г. се жени за Норма Фей Киси, вдовицата на писателя Кен Киси.
Лари Макмъртри умира на 25 март 2021 г. в Арчър Сити, Тексас, САЩ.

## Произведения

### Самостоятелни романи
- Cadillac Jack (1982)[1][2][3]
- Anything for Billy (1988)
- Buffalo Girls (1990)
- Pretty Boy Floyd (1994) – с Даяна Осана
- Zeke and Ned (1997) – с Даяна Осана
- Boone's Lick (2000)
- Loop Group (2004)
- Telegraph Days (2006)
- The Last Kind Words Saloon (2014)

### Серия „Талия, Тексас“ (Thalia, Texas)
1. Horseman, Pass by (1961) – издаден и като „Hud“[1][2][3]
2. Leaving Cheyenne (1963)
3. The Last Picture Show (1966)
4. When the Light Goes (2007)
5. Rhino Ranch (2009)

### Серия „Последната прожекция“ (Last Picture Show)
1. The Last Picture Show (1966)[1][3]
2. Texasville (1987)
3. Duane's Depressed (1999)

### Серия „Хюстън“ (Houston)
1. Moving On (1970)[1][2]
2. All My Friends Are Going to Be Strangers (1972)
3. Terms of Endearment (1975)
Време за нежност, изд.: „Сиела“, София (2005), прев. Мария Шипковенска
4. Somebody's Darling (1987)
5. Some Can Whistle (1989)
6. The Evening Star (1992)

### Серия „Пустинна роза“ (Desert Rose)
1. The Desert Rose (1983)[1][3]
2. The Late Child (1995)

### Серия „Самотен гълъб“ (Lonesome Dove)
1. Lonesome Dove (1985) – награда „Пулицър“[1][2]
2. Streets of Laredo (1993)
3. Dead Man's Walk (1995)
4. Comanche Moon (1997)

### Серия „Берибендър“ (Berrybender Narrative)
1. Sin Killer (2002)[1][3]
2. The Wandering Hill (2003)
3. By Sorrow's River (2001)
4. Folly and Glory (2004)

### Документалистика
- In a Narrow Grave (1968)[1][3]
- Film Flam (1987)
- Crazy Horse (1999) – за вожда Лудия кон
- Walter Benjamin at the Dairy Queen (1999) – мемоари
- Roads (2000) – мемоари
- Paradise (2001) – мемоари
- Sacagawea's Nickname (2001)
- The Colonel and Little Missie (2005) – за Бъфало Бил
- Oh What a Slaughter (2005)
- Books (2008) – мемоари
- Literary Life (2009) – мемоари
- Hollywood (2010) – мемоари
- Custer (2012) – за Джордж Армстронг Къстър
- Missouri River (2015)

### Екранизации

#### Кино
- 1963 Хъд, Hud – по романа „Horseman, Pass By“
- 1971 Последната прожекция, The Last Picture Show – съавтор на сценария
- 1974 Lovin' Molly – по романа „Leaving Cheyenne“
- 1983 Думи на обич, Terms of Endearment
- 1990 Тексасвил, Texasville
- 1992 Falling from Grace – сценарий и история
- 1996 Вечерница, The Evening Star
- 2005 Планината Броукбек, Brokeback Mountain – съавтор на сценария с Даяна Осана, по разказа на Е. Ани Прукс, 3 награди „Оскар“, вкл. за най-добър адаптиран сценарий, награда „Златен глобус“ за сценарий
- 2020 Джо Бел, Good Joe Bell – съавтор на сценария с Даяна Осана

#### Телевизия
- 1988 The Murder of Mary Phagan – тв минисериал
- 1989 Lonesome Dove – тв минисериал
- 1990 Montana – оригинален сценарий
- 1993 Return to Lonesome Dove
- 1994 – 1995 Lonesome Dove: The Series
- 1995 Buffalo Girls
- 1995 Streets of Laredo
- 1995 – 1996 Lonesome Dove: The Outlaw Years
- 1996 Dead Man's Walk
- 2002 Johnson County War
- 2008 Comanche Moon